# سبورانگه
سبورانگه (به صربی: Sebevranje) یک منطقهٔ مسکونی در صربستان است که در ناحیه پچینیا واقع شده‌است. سبورانگه ۱۳۶ نفر جمعیت دارد.